# Памятник букве ӧ
Памятник букве «Ӧ» — памятник, созданный скульптором Александром Выборовым и открытый в Сыктывкаре в 2011 году. Автором замысла памятника выступил Алексей Рассыхаев — сотрудник Института языка, литературы и истории Коми научного центра УрО РАН.
По решению горожан, памятник был поставлен около Центра коми культуры. Открытие состоялось в день города Сыктывкара 12 июня 2011 года. Памятник установлен на перекрёстке улиц Первомайской и Бабушкина, на площадке перед Центром коми культуры. Он представляет собой двухметровый камень массой две тонны с выгравированной на нём буквой «Ӧ». Споры о том, куда именно установить памятник, продолжались более полугода. Творение Выборова пролежало на заднем дворе Национальной галереи около года. На создание скульптор потратил менее месяца. Администрации города памятник обошёлся менее чем в 50 тысяч рублей.
В 2015 году, спустя 4 года после установки памятника, на нём появилась именная табличка с надписью, что памятник был установлен по инициативе МОД «Коми войтыр». Ӧ — это 18-я буква коми алфавита. Впервые она была использована для написания коми слов Г. Ф. Миллером в середине XVIII века.